# Christina Aragón
Christina Aragón (17 de junio de 1997) es una deportista de Estados Unidos que compite en atletismo. Ganó una medalla de bronce en el Campeonato Mundial de Atletismo Sub-20 de 2016, en la prueba de 1500 m.